# Chorvatská liga ledního hokeje 2006/2007
Chorvatská liga ledního hokeje 2006/07 byla šestnáctou sezónou Chorvatské hokejové ligy v Chorvatsku, které se zúčastnily celkem 4 týmy, klub HK INA Sisak se připojil ve druhém kole. Ze soutěže se nesestupovalo.

## Systém soutěže
Sezóna byla rozdělena do tří fází. V prvním kole hrály tříkolově kluby ze Záhřebu. Ve druhém kole se připojil klub HK INA Sisak. Tři nejlepší týmy umístěné ve druhém kole se kvalifikovaly do finále, týmy dostaly podle jejich umístění ve druhém kole bonusové body. Bodování bylo za vítězství dva body, za remízu jeden bod a za porážku nebyl žádný bod přičten.

## Základní část

### První kolo
| Poř. | Tým                | Z | V | R | P | VG | OG | B |
| ---- | ------------------ | - | - | - | - | -- | -- | - |
| 1.   | KHL Medveščak      | 4 | 4 | 0 | 0 | 25 | 12 | 8 |
| 2.   | KHL Zagreb         | 4 | 1 | 0 | 3 | 17 | 20 | 2 |
| 3.   | KHL Mladost Zagreb | 4 | 1 | 0 | 3 | 14 | 24 | 2 |

### Druhé kolo
| Vysvětlivka           |
| --------------------- |
| Postupující do finále |

| Poř. | Tým                | Z | V | R | P | VG | OG  | B  |
| ---- | ------------------ | - | - | - | - | -- | --- | -- |
| 1.   | KHL Medveščak      | 6 | 6 | 0 | 0 | 91 | 20  | 12 |
| 2.   | KHL Zagreb         | 6 | 3 | 0 | 3 | 51 | 34  | 6  |
| 3.   | KHL Mladost Zagreb | 6 | 3 | 0 | 3 | 51 | 32  | 6  |
| 4.   | HK INA Sisak       | 6 | 0 | 0 | 6 | 16 | 123 | 0  |

### Finále
| Poř. | Tým                | Z | V | R | P | VG | OG | B     |
| ---- | ------------------ | - | - | - | - | -- | -- | ----- |
| 1.   | KHL Medveščak      | 4 | 3 | 1 | 0 | 23 | 8  | 10(3) |
| 2.   | KHL Mladost Zagreb | 4 | 2 | 0 | 2 | 18 | 21 | 5(1)  |
| 3.   | KHL Zagreb         | 4 | 0 | 1 | 3 | 9  | 21 | 3(2)  |